# Phreatichthys andruzzii
Phreatichthys andruzzii är en fiskart som beskrevs av Decio Vinciguerra 1924. Phreatichthys andruzzii ingår i släktet Phreatichthys och familjen karpfiskar. IUCN kategoriserar arten globalt som sårbar. Inga underarter finns listade i Catalogue of Life.